# Cetola
Cetola é um gênero de traça pertencente à família Arctiidae.